# Dead Man Down
Dead Man Down es una película de suspenso y crimen neo-noir estadounidense de 2013 escrita por JH Wyman y dirigida por el director danés Niels Arden Oplev. La película está protagonizada por Colin Farrell, Noomi Rapace, Dominic Cooper, Isabelle Huppert y Terrence Howard, y se estrenó el 8 de marzo de 2013.
Dead Man Down fue la primera película de Oplev desde La chica del dragón tatuado (2009), también protagonizada por Rapace y con música de Jacob Groth.

## Sinopsis
Víctor se ha infiltrado en un imperio criminal dirigido por el despiadado capo Alphonse Hoyt. Su objetivo es hacer que Alphonse pague por el asesinato de su esposa y su hija pequeña dos años antes. Víctor tiene la intención de vengarse de Alphonse mediante tortura física y psicológica antes de finalmente matarlo.
Víctor observa y es observado por Beatrice, una misteriosa joven que vive en el apartamento frente al suyo. Beatrice comienza a contactar con Víctor y a mostrar interés en él. En su primera cita, Beatrice revela su verdadera motivación: tiene un vídeo de Víctor matando a un hombre y acudirá a la policía a menos que Víctor mate al conductor ebrio que le desfiguró la cara.

## Reparto
- Colin Farrell como Victor
- Noomi Rapace como Beatrice
- Dominic Cooper como Darcy
- Terrence Howard como Alphonse
- F. Murray Abraham como Gregor
- Armand Assante como Lon Gordon
- Wade Barrett como Kilroy
- Luis Da Silva como Terry
- Isabelle Huppert como Valentine Louzon
- James Biberi como Ilir